# Dolbina grisea

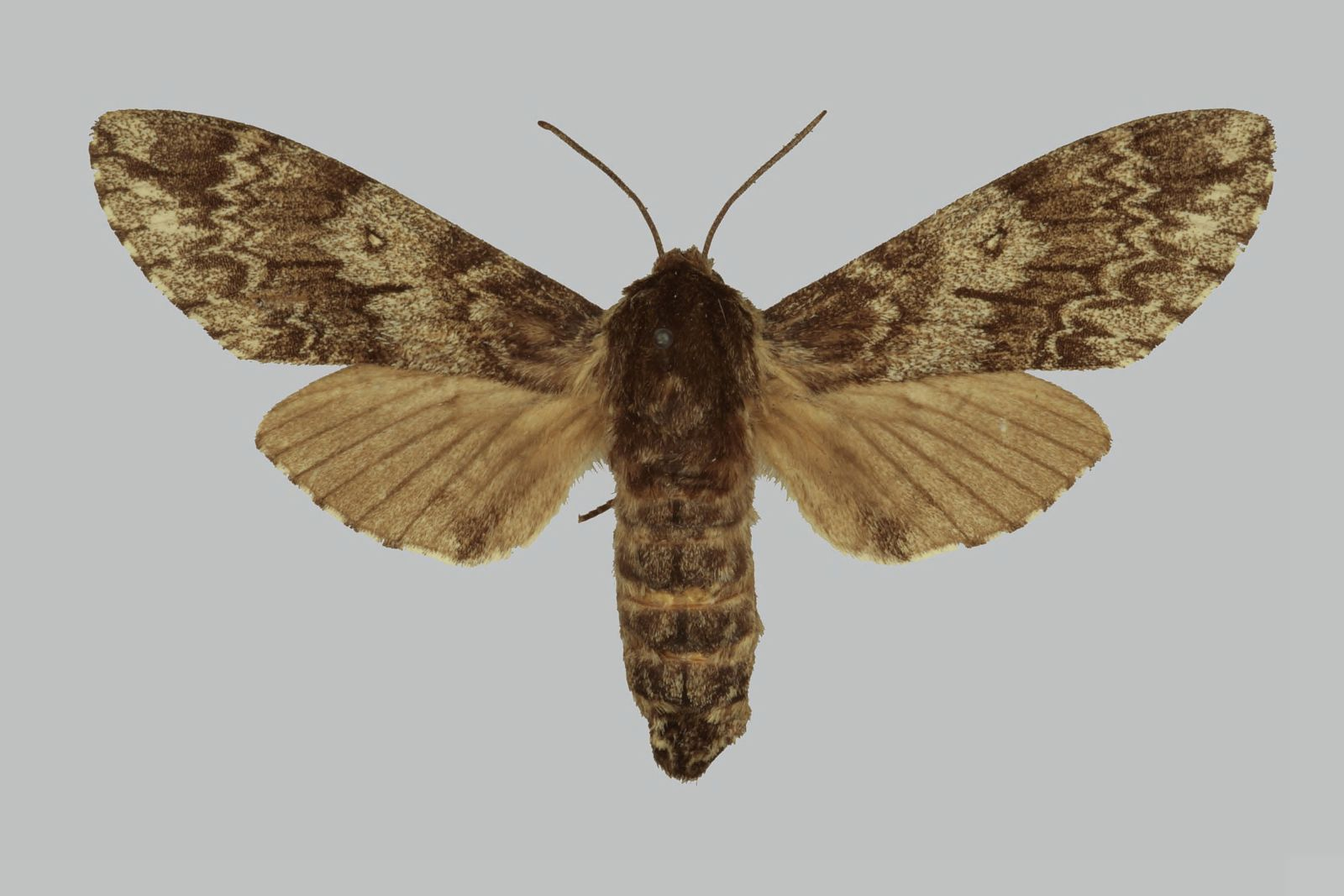
Dolbina grisea, Weibchen

Dolbina grisea ist ein Schmetterling (Nachtfalter) aus der Familie der Schwärmer (Sphingidae). Nur wenige Exemplare dieser Art wurden bisher gefangen, auch wenn sie im Osten Afghanistans nicht selten sein soll. Bei Lichtfängen sind nur sehr wenige Weibchen dokumentiert.

## Merkmale
Die Falter haben eine Flügelspannweite von 50 bis 64 Millimetern. Sie haben weiß und grau gemusterte Vorderflügel, auf denen ein weißer, dunkel umrandeter Diskalfleck und ein durch zwei feine, gezackte dunkle Binden abgegrenztes Band in der Postdiskalregion. Die Hinterflügel sind grau. Manche Tiere aus weniger temperaturbegünstigten Gegenden bzw. solche, die während ihrer Entwicklung kälteres Wetter erlebten haben, eine dunklere Färbung, als gewöhnlich.
Das Ei ist kugelig und misst zwei Millimeter im Durchmesser. Es ist blass grün oder blaugrün gefärbt.
Die Raupen werden 43 bis 56 Millimeter lang. Anfangs sind die fünf bis 12 Millimeter langen Raupen gelblich-grün und haben ein zwei Millimeter langes, braunes Analhorn. Sie tragen zwei blasse weißliche Linien am rücken und haben einen rundlichen Kopf. Im zweiten Stadium sind sie 12 bis 15 Millimeter lang. Sie sehen den Raupen des Pappelschwärmers (Laothoe populi) sehr ähnlich und haben einen ebenso dreieckig geformten Kopf. Das vier Millimeter lange Analhorn ist gelblich-grün. Der mit feinen Tuberkeln versehene Körper ist blassgrün und hat je eine auffällige gelblichweiße Längslinie beidseits des Rückens sowie sieben schräge Seitenstreifen am Hinterleib. Im dritten Stadium ist die Färbung dem zweiten ähnlich. Im vierten Stadium ist der Körper apfelgrün und dicht mit feinen gelben Tuberkeln bedeckt. Die sieben schrägen Seitenstreifen sind fett gelb, ähnlich wie die dorso-lateralen Längslinien, die vom Kopf bis zum dritten Hinterleibssegment reichen. Der dreieckige Kopf ist grün, mit gelben Wangen. Die Bauchbeine sind rosafarben, das Analhorn ist grünlich-gelb und hat eine grüne Spitze, sowie feine gelbe Tuberkel. Im fünften Stadium sind sie ähnlich gefärbt, der Körper verfärbt sich jedoch zunehmend an den Seiten bläulich-grau. Bei manchen Individuen können die Tuberkel statt gelb auch weiß sein. Vor der Verpuppung verfärben sich die Tiere bräunlich.
Die Puppe ist 28 bis 32 Millimeter lang. Sie ist glänzend dunkelbraun und hat rötlich-braune Hinterleibssegmente. Der 1,5 Millimeter lange Kremaster ist zylindrisch und endet in einer Doppelspitze.

## Vorkommen
Die Art ist zurzeit nur vom Norden Pakistans, Kashmir, dem Osten Afghanistans, Tadschikistan, dem Westen des Hissargebirges im südlichen Usbekistans und von den gemäßigt temperierten Ausläufern des Himalaya in Himachal Pradesh in Indien bekannt. Sie besiedelt temperierte Bergwälder, einschließlich Wacholderbeständen.

## Lebensweise
Die Falter fliegen Anfang April und Anfang Juni bis August. Manchmal fliegen sie abhängig von der Höhenlage auch von Ende September bis Anfang Oktober. Die Art bildet vermutlich zwei oder drei Generationen pro Jahr aus. Aus Tadschikistan sind die Raupen an Fluss-Esche (Fraxinus potamophila) nachgewiesen. Die Puppe überwintert. Parasitoide der Art sind bisher nicht bekannt.

## Belege